# Švédská vlajka

Švédská vlajka
Poměr stran: 5:8

Švédská válečná vlajka
Poměr stran: 1:2

Vlajka Švédska je tvořena modrým listem o poměru stran 5:8 se žlutým, skandinávským křížem, jehož ramena mají šířku stanovenou na 1/5 šířky vlajky.
Vlajka vzniklá roku 1521 byla inspirovaná nejstarší vlajkou světa – dánskou vlajkou.
Žlutá barva vlajky symbolizuje dle výkladu slunce, modrá barva pak moře i nebe.
Rozměry polí různých barev švédské vlajky (5:8) jsou vertikálně 4:2:4 a horizontálně 5:2:9. Rozměry polí válečné vlajky (1:2) jsou vertikálně 4:2:4 a horizontálně 5:2:5:8.

Rozměry švédské vlajky
Vlajka švédského krále Poměr stran: 1:1
Švédská královská vlajka Poměr stran: 1:2
Vlajka švédské královské rodiny Poměr stran: 1:2

## Historie
První švédský stát (Švédské království) vznikl v 10.–11. století. V roce 1157 obsadil Erik IX. Svatý jihozápad Finska a křížovou výpravou chtěl pohanské Finy obrátit na křesťanství. Z té doby pochází legenda o vzniku první švédské vlajky. Král Erik podle ní po modlitbě vzhlédl k nebi a spatřil mezi paprsky slunce žlutý kříž. Tento kříž použil na modrých polních znameních. Doložena je však tato vlajka až v 15. století. Předpokládá se, že byla inspirována nejstarší státní vlajkou na světě, vlajkou dánskou a tehdejším modrým švédským znakem z roku 1336, na kterém zlatý kříž od sebe odděluje čtyři modrá pole. Vlajka vznikla dle tradice kolem roku 1521 v boji proti Dánům, který vedl Gustav I. Vasa - regent a pozdější švédský král. Další králové (Erik XIV. Švédský a Jan III.) populární vlajku ponechali. Jan III. si přál, aby byl žlutý kříž navěky užíván na všech švédských vlajkách, zástavách a standartách. Za Gustava II. Adolfa se vlajka začala běžně užívat i na lodích.
V letech 1397–1523 existovala personální unie dánského, norského a švédského království. Vlajku Kalmarské unie, nazývanou též Vlajka severu zavedl v roce 1430 král Erik VII. Pomořanský pro slavnostní příležitosti.

Vlajka Kalmarské unie (1430–1523) Poměr stran: 28:37

Po napoleonských válkách a Vídeňském kongresu přišlo Švédsko o Finsko, Švédské Pomořany ale získalo Norsko. Roku 1814 vznikla Švédsko-norská unie a v této souvislosti došlo v roce 1815 ke změně státní vlajky. Vlajku tvořila předchozí (současná) vlajka, v červeném kantonu v horním rohu byl ale umístěn bílý, úhlopříčný kříž. Na rozdíl od zdroje mají vyobrazené vlajky místo kantonu karé.

Námořní vlajka Švédsko-norské unie (1818–1844) Poměr stran: 2:3
Válečná vlajka Švédsko-norské unie (1815–1844) Poměr stran: 1:2

V roce 1844 se vlajka změnila. Vlajku opět tvořila původní (současná) švédská vlajka, v horním kantonu byl však unionistický emblém, který byl úhlopříčně rozdělen na čtyři pole, v kterých byly výseky ze švédské a norské vlajky.

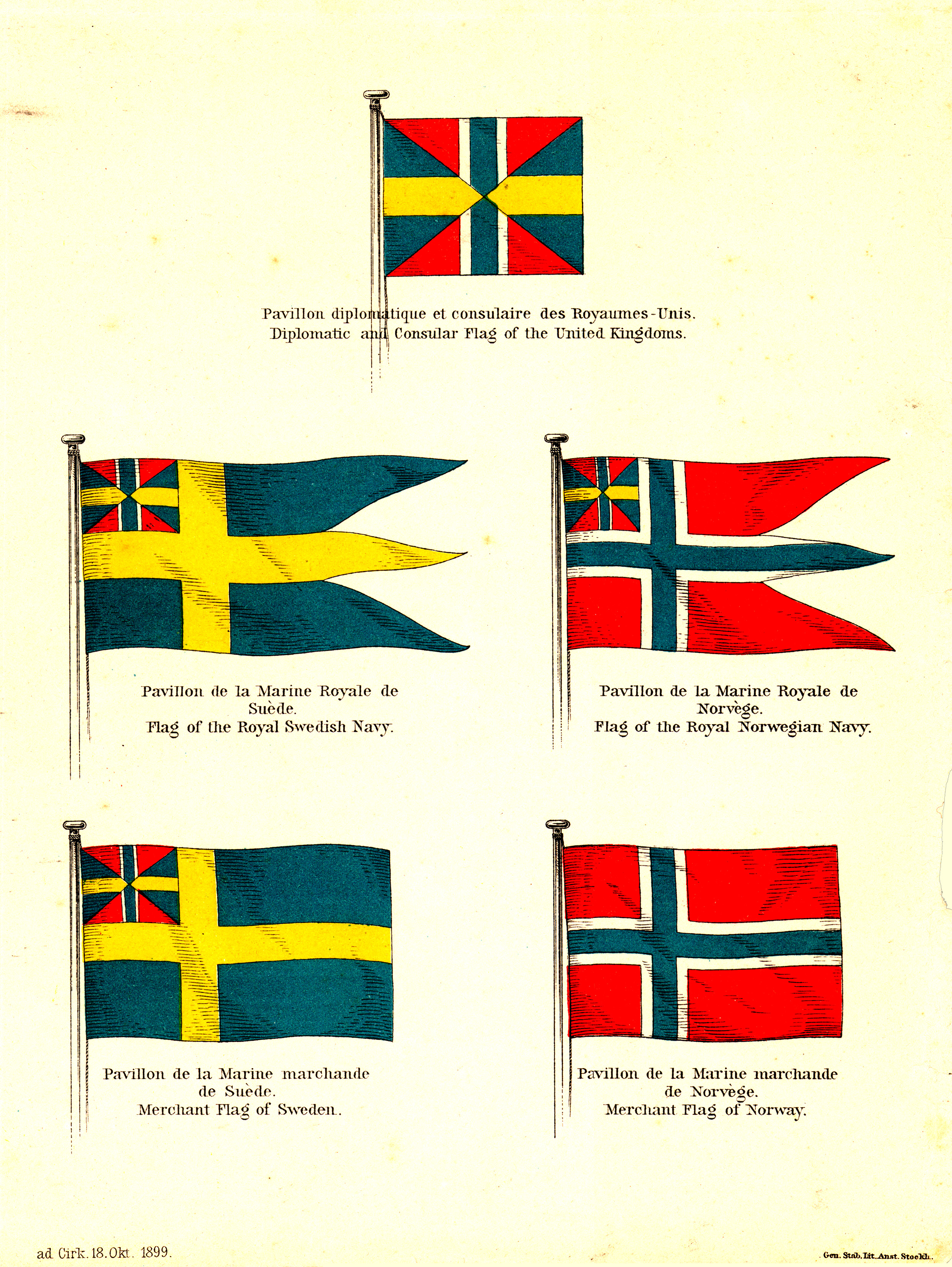
Švédské a norské vlajky (1899)
Národní vlajka Švédsko-norské unie (1844–1905) Poměr stran: 2:3
Státní a námořní vlajka Švédsko-norské unie (1844–1905), Poměr stran: 1:2
Lodní vlajka Švédsko-norské unie (1844–1905) Poměr stran: 4:5

V roce 1905 vzniklo po referendu nezávislé Norsko, Švédsko-norská unie zanikla a dosavadní vlajka pozbyla platnosti. 22. června 1906 byla znovu zavedena modrá vlajka se žlutým křížem o poměru stran 5:8, platná dodnes. Později se pouze změnil odstín modré barvy.

Změna odstínu švédské vlajky (?1906)

## Den švédské vlajky
Švédská vlajka má velkou oblibu a je u Švédů chována ve velké úctě. 6. červen, den korunovace Gustava I. Vasy, se ve Švédsku každoročně slaví jako Den vlajky.

## Vlajky švédských krajů

Švédské kraje

Území Švédska se správně člení na 21 krajů (län). Všechny kraje mají svou vlajku o poměru stran 1:1. Vlajky krajů jsou odvozeny od nových znaků, které vznikly složením znaků původních, tradičních provincií (landskap).

Blekinge (K) Poměr stran: 1:1
Dalarna (W) Poměr stran: 1:1
Gotland (I) Poměr stran: 1:1
Gävleborg (X) Poměr stran: 1:1
Halland (N) Poměr stran: 1:1
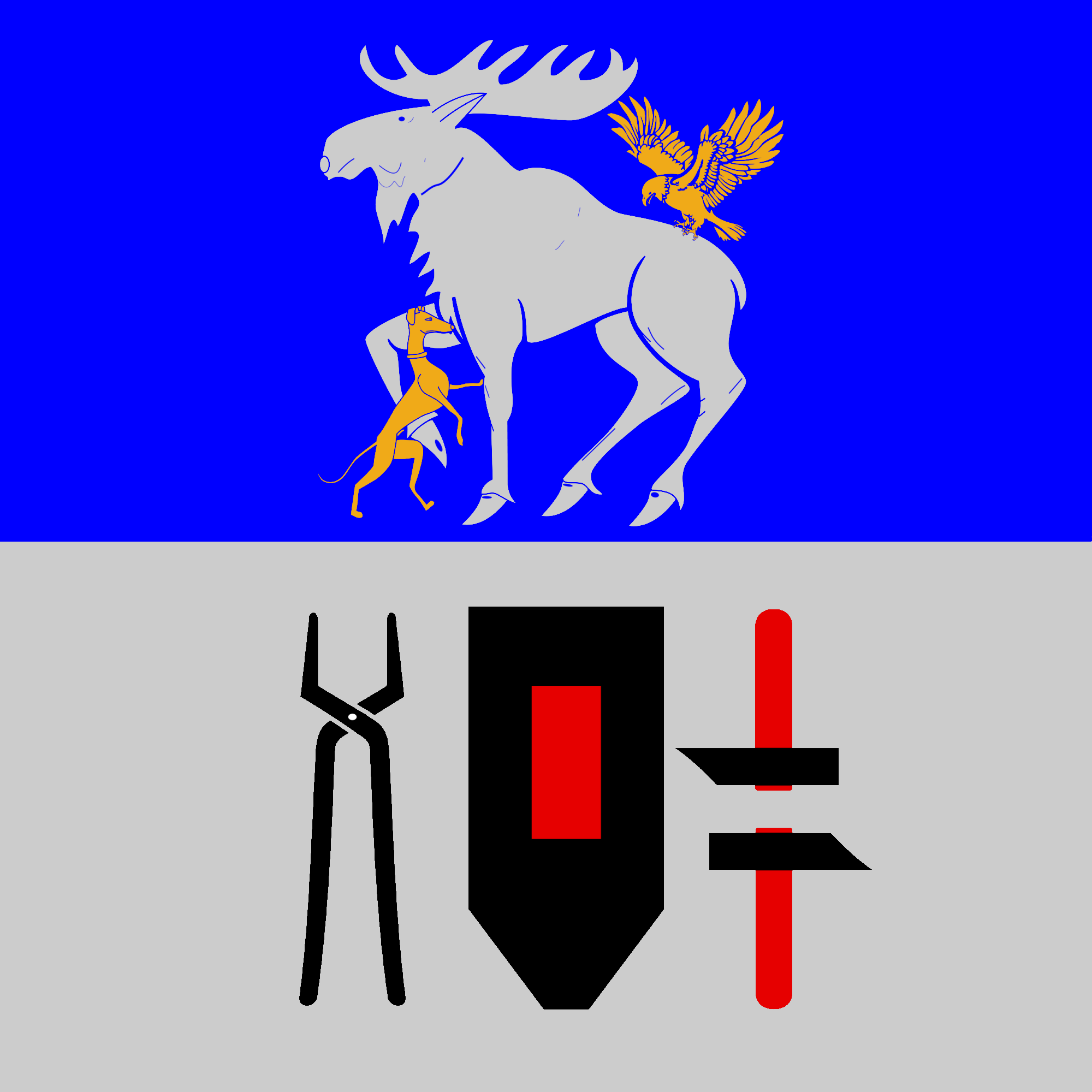
Jämtland (Z) Poměr stran: 1:1
Jönköping (F) Poměr stran: 1:1
Kalmar (H) Poměr stran: 1:1
Kronoberg (G) Poměr stran: 1:1
Norrbotten (BD) Poměr stran: 1:1
Skåne (M) Poměr stran: 1:1
Stockholm (AB) Poměr stran: 1:1
Södermanland (D) Poměr stran: 1:1
Uppsala (C) Poměr stran: 1:1
Värmland (S) Poměr stran: 1:1
Västerbotten (AC) Poměr stran: 1:1
Västernorrland (Y) Poměr stran: 1:1
Västmanland (U) Poměr stran: 1:1
Västra Götaland (O) Poměr stran: 1:1
Örebro (T) Poměr stran: 1:1
Östergötland (E) Poměr stran: 1:1